# المتحف الوطني البافاري
المتحف الوطني البافاري هو متحف يقع في ميونخ،ألمانيا يعتبرأحدأهم متاحف الفنون الزخرفية في أوروبا وأحد أكبر المتاحف الفنية في ألمانيا.منذ تأسيسه تم تقسيم المجموعات الفنية إلى مجموعتين رئيسيتين: المجموعة الفنية التاريخية ومجموعة الفولكلور.